# Maria Goia
Maria Goia (Cervia, 28 novembre 1878 – Cervia, 15 ottobre 1924) è stata una politica e sindacalista italiana.

## Biografia
Nata in Romagna da una famiglia di modeste condizioni (il padre, Raimondo, salinaio, la madre, Edvige Marzelli, lavandaia), forma il suo carattere in un ambiente molto politicizzato, dove anche i fratelli saranno militanti locali del Partito Socialista Italiano, e al termine degli studi d'obbligo, viene iscritta alla regia Scuola Normale femminile di Ravenna nel 1891, abbandonato l'istituto e continuati gli studi da autodidatta, accede nel 1897 al primo corso presso la scuola normale superiore di Forlì che però deve abbandonare nell'anno successivo con la venuta meno dei sussidi comunali. In questi anni maturano i suoi sentimenti politici, grazie allo stretto contatto con il mondo proletario e bracciantile, e la Goia si iscrive al PSI alla fine del 1901.
Brillante oratrice e propagandista, viene segnalata non più tardi di due anni dopo come persona "da vigilare" in alcune note prefettizie, in un territorio come quello romagnolo ed in special modo ravennate, dove le forze dell'estrema sinistra stanno prendendo il controllo, per poi iniziare un confronto al loro interno tra repubblicani e socialisti. Nel 1901 inaugura la casa socialista di Cervia alla presenza di Andrea Costa ed a seguire interviene più volte nel dibattito sul movimento femminile socialista, con conferenze in Umbria, Marche e Friuli, fino al 1906 quando si sposa con il farmacista Luigi Riccardi, militante socialista e membro della direzione, trasferendosi a Suzzara.
Il Riccardi muore nel 1907 a soli otto mesi dalla celebrazione del matrimonio. La Goia, rimasta vedova, assume nel luglio 1907 la segreteria della locale camera del lavoro, e intuisce la necessità, assieme ad Achille Luppi Menotti di creare un sistema di cooperazione integrale, a cui si ispirerà per organizzare i locali operai disoccupati in una "cooperativa di produzione metallurgica": si tratta di un passo importante per far entrare la cooperazione di consumatori nell'ambito produttivo.
A questi eventi associa una serie di conferenze al nord dell'Italia, ribadendo la sua fiducia nell'uomo, la sua estraneità ai metodi violenti, e l'importanza del ruolo femminile, da valorizzare ad esempio attraverso il diritto di voto come chiesto a Pordenone nel 1905, ripreso anche presso il locale circolo socialista di Suzzara nel 1908 come dalle pagine de "La Provincia di Mantova", giornale per cui scriverà la Goia sino al 1911. Durante il XIII Congresso del Partito Socialista, le donne del partito deliberano anche la costituzione di un comitato di organizzazione a cui partecipano oltre alla Goia anche Anna Kuliscioff e Angelica Balabanoff. L'anno successivo la Goia diventerà segretaria della federazione socialista di Mantova, riprendendo la pubblicazione del settimanale "La Nuova Terra".
Durante il periodo bellico, allontanata da Suzzara dall'autorità militare per la sua attività contro la guerra, si sposta a Firenze ma nel Natale del 1916 riceve dal ministero dell'Interno l'autorizzazione a trasferirsi dove meglio crede. Giunge a Milano dove ricomincia l'attività sindacale e conferenziera nonostante alla fine del 1917 sia gravemente malata tanto da richiedere un'operazione chirurgica. Nel gennaio del 1919 ottiene l'autorizzazione a ritornare a Cervia, suo luogo natale, ricominciando l'attività tanto che due mesi dopo nascono tre circoli socialisti nelle frazioni cervesi, a cui si affiancano due circoli giovanili. Nell'agosto del 1919 viene fondata la camera del lavoro di Cervia, di cui la Goia sarà segretaria, che non si limita a seguire strettamente l'ambito economico, ma si estende agli aspetti culturali e educativi della vita dei cittadini con la costituzione della biblioteca popolare circolante.
A partire dagli ultimi mesi del 1921, la sorte dell'attività di Maria Goia si lega a quella del socialismo nella morsa del nascente movimento fascista, tanto che ella stessa scampa all'assalto alla sede di Ravenna ma dopo il congresso di Livorno scompare dal dibattito politico nazionale non prima di essersi recata, ormai malata, a rendere conforto alla madre di Giacomo Matteotti. Muore a Cervia il 15 ottobre 1924, nel 2010 la sua città natale le ha intitolato la Biblioteca.